# КВ-85
КВ-85 (Объект 239) — советский тяжёлый танк периода Великой Отечественной войны. Аббревиатура КВ означает «Клим Ворошилов» — официальное название серийных советских тяжёлых танков выпуска 1940—1943 годов. Индекс 85 означает калибр основного вооружения машины.
Эта боевая машина была разработана конструкторским бюро опытного завода № 100 в мае—июле 1943 года в связи с появлением у противника новых тяжёлых танков «Тигр». КВ-85 был принят на вооружение Рабоче-Крестьянской Красной Армии 8 августа 1943 года и серийно выпускался на Челябинском Кировском заводе (ЧКЗ) до октября того же года включительно. Причиной снятия с производства послужил переход ЧКЗ на выпуск более совершенного тяжёлого танка ИС-1. Всего ЧКЗ построил 148 танков КВ-85, которые активно применялись в боевых действиях 1944 года. Все посланные на фронт машины были безвозвратно потеряны или списаны в 1944—1945 годах. До настоящего времени сохранились только один аутентичный КВ-85 и один более ранний опытный танк «Объект 238» (КВ-85Г).

## История создания
Появление в конце 1942 — начале 1943 года нового немецкого тяжёлого танка «Тигр» в одночасье сделало советский тяжёлый танк КВ-1 и его «скоростную» модификацию КВ-1с устаревшими. Непробиваемая немецкими танковыми и противотанковыми пушками в 1941 и начале 1942 года броня танка КВ не представляла для пушки «Тигра» особой трудности, а 76-мм пушка ЗИС-5, установленная на КВ, могла пробить только бортовую и кормовую броню «Тигра» с дистанций, не превышающих 200 м. В этих условиях были форсированы работы по разработке нового тяжёлого танка ИС для Красной Армии и образцов артиллерийского вооружения, способных пробить броню «Тигра». По результатам обстрела трофейного «Тигра» было выяснено, что на дистанции до 1000 м его лобовая броня пробивается снарядами 85-мм зенитной пушки образца 1939 года (52-К). Поэтому 5 мая 1943 года на заседании Государственного комитета обороны (ГКО) было принято постановление № 3289 «Об усилении артиллерийского вооружения танков и самоходных установок». В нём перед танковыми и артиллерийскими конструкторами ставились задачи о разработке танковых и самоходных 85-мм пушек с зенитной баллистикой. Эти орудия предполагалось устанавливать в штатную башню танка КВ-1с и на новый тяжёлый танк ИС.
Идея вооружить танк КВ 85-мм пушкой появилась ещё до Великой Отечественной войны и несколько раз предлагалась на её раннем этапе, но до появления «Тигра» неизменно отвергалась по различным причинам.
За выполнение этого задания были ответственными Центральное Артиллерийское Конструкторское Бюро (ЦАКБ) под руководством Василия Гавриловича Грабина и Конструкторское Бюро артиллерийского завода № 9 под руководством Фёдора Фёдоровича Петрова. Каждый из этих коллективов старался провести свою конструкцию на вооружение, и их главы не раз посылали письма в вышестоящие инстанции с обвинениями в адрес «конкурентов» и ответами на них по тем или иным техническим или организационным вопросам. Тем не менее к 14 июня 1943 года оба коллектива представили для монтажа в опытные танки свои орудия. ЦАКБ разработал 85-мм пушку С-31 на базе серийной 76-мм танковой пушки ЗИС-5 путём наложения на её люльку 85-мм ствольной группы. КБ завода № 9 использовало свой проект самоходной 85-мм пушки Д-5С, затвор и подъёмный механизм к которой были взяты от серийной 76-мм танковой пушки Ф-34.
К 20 июля 1943 года опытный завод № 100 собрал два опытных танка КВ, вооружённых этими орудиями. Первым из них был «Объект 238», иногда называемый КВ-85Г. Эта машина полностью соответствовала техническому заданию — у танка КВ-1с со штатной башней на погоне 1535 мм заменили 76-мм пушку ЗИС-5 на 85-мм орудие С-31 конструкции ЦАКБ. Вторым опытным танком был «Объект 239» или КВ-85, построенный в инициативном порядке конструкторами ЧКЗ и завода № 100 под руководством Жозефа Яковлевича Котина. Поскольку в наличии имелась лишняя башня от нового танка ИС (корпус для неё ещё не был готов), то её установили на шасси КВ-1с, увеличив диаметр нижнего погона на крыше боевого отделения со штатного 1535 мм до 1800 мм. Эта операция была весьма технически сложной, так как диаметр погона вообще превышал ширину крыши боевого отделения. Решение нашли в расширении подбашенной коробки за счёт приваривания цилиндрических броневых вставок под выступающие части погона. Поскольку второй пушки С-31 для вооружения «Объекта 239» не было, то его оснастили 85-мм пушкой Д-5Т конструкции КБ завода № 9. Вместе с двумя прототипами танка ИС, КВ-85 принял участие в заводских испытаниях, в которых КВ-85Г не участвовал — всем было ясно, что последний их не пройдёт из-за крайней тесноты боевого отделения. Всего КВ-85 прошёл на испытаниях 284,5 км, средняя скорость движения составила 16,4 км/ч. Ввиду большой необходимости Красной Армии в новых танках эти испытания зачитывались как государственные и, не дожидаясь их конца, ГКО 8 августа принял постановление № 3891 о принятии на вооружение КВ-85 и начале серийного производства этих танков на ЧКЗ. Спустя несколько дней первые серийные КВ-85 уже покинули сборочные линии ЧКЗ.
Пушка Д-5Т также показала своё преимущество над С-31 на испытаниях с 21 по 24 августа на Гороховецком артиллерийском полигоне. В этих испытаниях участвовали все четыре опытные машины — два прототипа ИС, КВ-85 и КВ-85Г. Д-5Т меньше вибрировала после выстрела, не имела громоздких уравновешивающих грузов, обладала меньшими габаритами, прочностью и лёгкостью в обслуживании. Однако платой за это стало использование в её конструкции многих мелких деталей с высокими требованиями к их допускам и механической обработке. Как следствие, Д-5Т производилась небольшими сериями. Первоначально пушка Д-5Т устанавливалась на танки Т-34-85 постройки только завода № 112 «Красное Сормово». Однако в башне танка Т-34-85 она занимала много места, затрудняя работу заряжающего, не позволяла разместить в башне дополнительного 3-го члена экипажа, была дороже, чем пушка С-53, что не позволило впоследствии устанавливать её на все новые средние танки Т-34-85, для которых пришлось разработать более технологичную и компактную 85-мм пушку С-53, а впоследствии её доработанный вариант ЗИС-С-53 с идентичной баллистикой.

## Производство
Прототип КВ-85 был построен в конце июля 1943 года на опытном заводе № 100 с использованием шасси опытного КВ-1С (№ 15002 выпуска июля 1942), остальные 148 танков построил ЧКЗ. При постройке первых машин использовался задел бронекорпусов для КВ-1с, поэтому отверстия для шаровой установки курсового пулемёта пришлось заваривать, а в подбашенной коробке делать вырезы под расширенный погон башни. У машин последующих серий в конструкцию бронекорпуса были внесены необходимые изменения. КВ-85 находился в производстве на ЧКЗ три месяца, с августа по октябрь 1943 года:
- Август — 22;
- Сентябрь — 63;
- Октябрь — 63.

КВ-85 являлся вынужденной и временной мерой до постановки на производство танков ИС и был прекращен сразу после начала его производства (в октябре сдали первые 2 танка). Также предпринимались опытные работы по перевооружению ранее выпущенных КВ-1с данной пушкой. И хотя результаты испытаний показали возможность такого перевооружения, дальнейшие работы по этой теме сочли неперспективными. Пушка Д-5Т оказалась менее приспособленной для установки в танковую башню Т-34, чем С-53, вследствие чего приоритет был дан последней. Производство двух разных танковых пушек с одинаковой баллистикой было нецелесообразно. В результате, после выпуска 520 Д-5Т (1943 — 280, 1944 — 240), их производство прекратили. Более актуальным стало оснащение тяжелого танка 122-мм пушкой.

## Описание конструкции

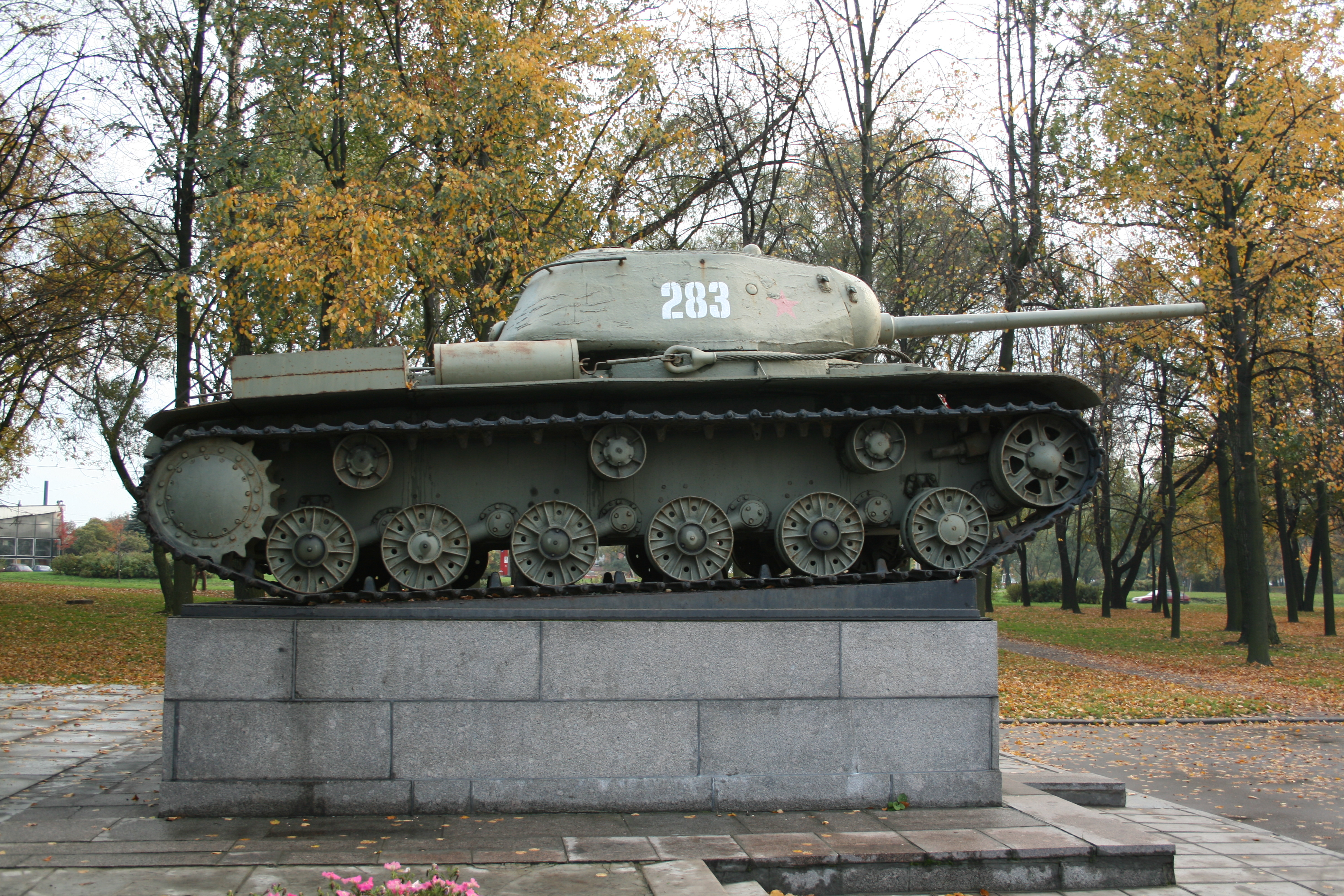
КВ-85. Вид по правому борту

КВ-85 по своей сути являлся переходной моделью между танками типов КВ-1с и ИС-1. От первого КВ-85 полностью заимствовал ходовую часть и большое количество деталей бронекорпуса, а от второго — башню с орудием. Изменения касались только бронедеталей подбашенной коробки — у КВ-85 они были изготовлены заново для размещения новой и более габаритной по сравнению с КВ-1с башни с погоном 1800 мм. Танк имел классическую компоновку, как и все другие серийные советские тяжёлые и средние танки того времени. Бронекорпус от носа к корме последовательно делился на отделение управления, боевое отделение и моторно-трансмиссионное отделение. Механик-водитель размещался в отделении управления, три других члена экипажа имели рабочие места в боевом отделении, которое объединяло среднюю часть бронекорпуса и башню. Там же располагались орудие, боезапас к нему и часть топливных баков. Двигатель и трансмиссия были установлены в корме машины.
На основании изучения неправильно восстановленного единственного уцелевшего КВ-85 в Княжеве некоторые западные авторы сделали вывод о существовании двух модификаций этой машины.

### Броневой корпус и башня
Броневой корпус танка сваривался из катаных броневых плит толщиной 75, 60, 40, 30 и 20 мм. Броневая защита дифференцированная, противоснарядная. Броневые плиты лобовой части машины устанавливались под рациональными углами наклона. Обтекаемая башня представляла собой броневую отливку сложной геометрической формы, её борта толщиной 100 мм располагались под углом к вертикали для повышения снарядостойкости. Лобовая часть башни с амбразурой для орудия, образованная пересечением четырёх сфер, отливалась отдельно и сваривалась с остальными бронедеталями башни. Маска орудия представляла собой цилиндрический сегмент гнутой катаной бронеплиты и имела три отверстия — для пушки, спаренного пулемёта и прицела. Башня устанавливалась на погон диаметром 1800 мм в броневой крыше боевого отделения и фиксировалась захватами во избежание сваливания при сильном крене или опрокидывании танка. Поверхность соприкосновения нижнего погона башни и верхнего погона бронекорпуса была несколько утоплена в крышу боевого отделения, что исключало её заклинивание при обстреле. Погон башни размечался в тысячных для стрельбы с закрытых позиций.

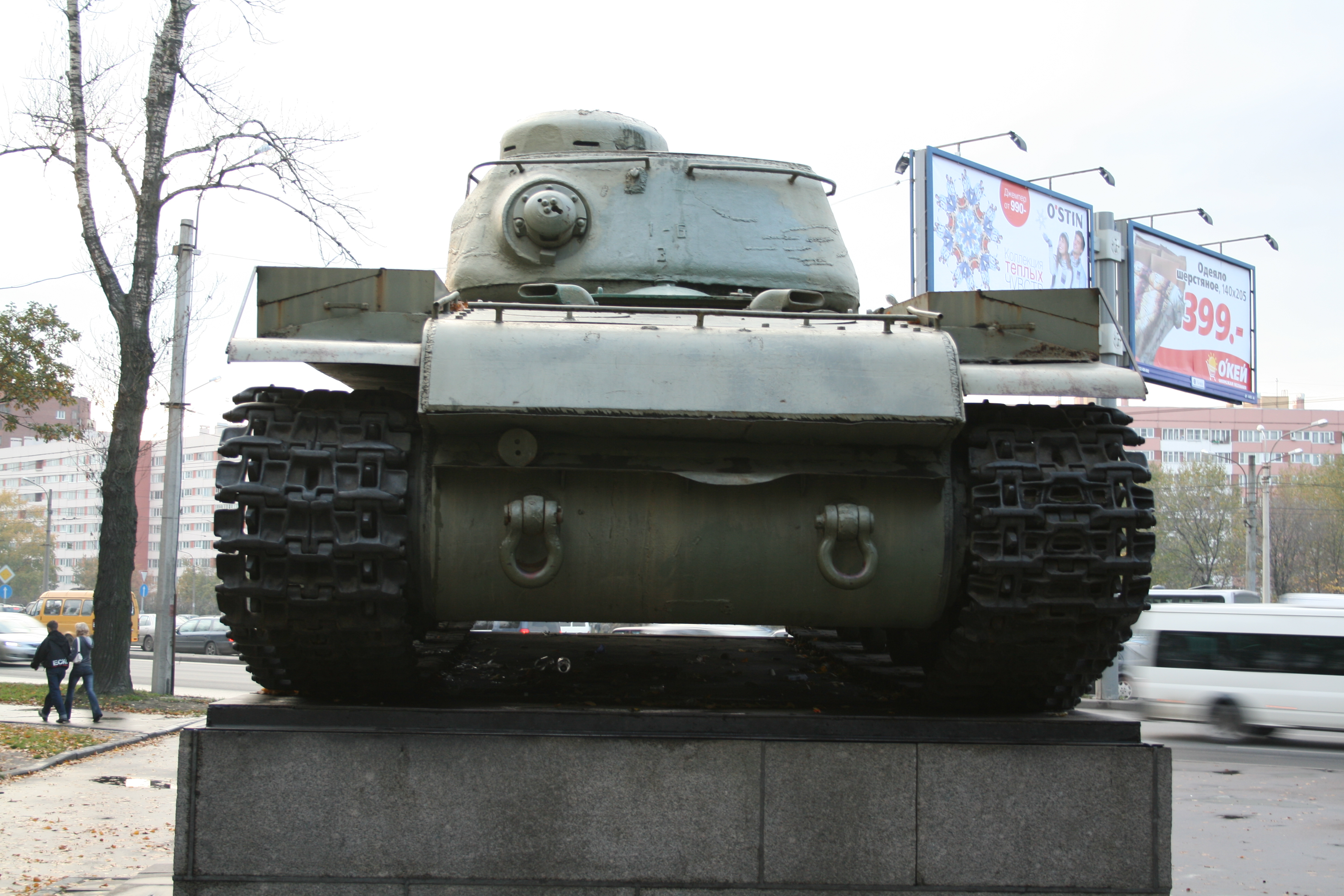
Танк КВ-85, вид сзади

Механик-водитель располагался по центру в передней части бронекорпуса танка. Поскольку установка более крупной по сравнению с КВ-1с башни не позволила разместить в отделении управления стрелка-радиста, то он был вообще исключён из состава экипажа. Отверстие в лобовой части под шаровую установку курсового пулемёта заваривалось, а сам пулемёт устанавливался справа от механика-водителя в неподвижной монтировке. Неприцельный огонь из него вёл механик-водитель путём нажатия на гашетку электроспускового механизма на одном из рычагов управления. Такое конструктивное решение перешло на последующие советские тяжёлые танки ИС, а впоследствии из-за низкой эффективности неприцельного огня и ослабления лобового бронирования от курсового пулемёта и вовсе отказались. Три члена экипажа располагались в башне: слева от орудия были рабочие места наводчика и командира танка, а справа — заряжающего. Командир машины имел литую наблюдательную башенку с толщиной вертикальной брони до 82 мм. Посадка и выход экипажа производились через люки в башне: круглый двустворчатый люк командирской башенки и круглый одностворчатый люк заряжающего. Корпус также имел днищевой люк для аварийного покидания экипажем танка и ряд люков, лючков и технологических отверстий для погрузки боекомплекта, доступа к горловинам топливных баков, другим узлам и агрегатам машины.

### Вооружение

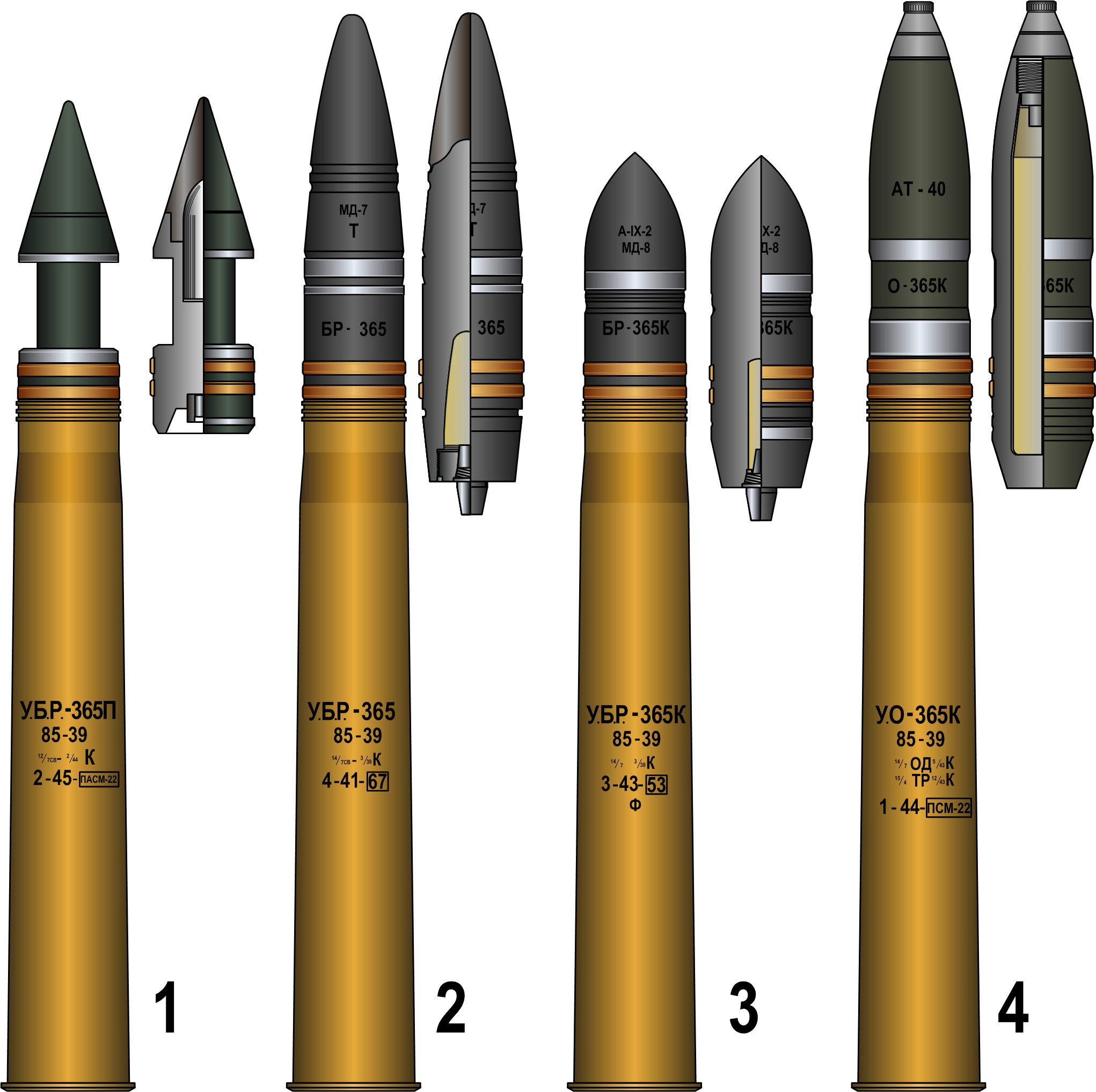
Выстрелы и снаряды к 85-мм танковой пушке Д-5Т.
1. Выстрел УБР-365П со снарядом БР-365П (Подкалиберный бронебойный снаряд трассирующий «катушечного» типа).
2. Выстрел УБР-365 со снарядом БР-365 (Тупоголовый с баллистическим наконечником с локализаторами трассирующий).
3. Выстрел УБР-365К со снарядом БР-365К (Остроголовый с локализаторами трассирующий).
4. Выстрел УО-365К со снарядом О-365К (Стальная осколочная цельнокорпусная граната со взрывателем КТМ).

Основным вооружением КВ-85 являлась 85-мм танковая пушка образца 1943 года (Д-5). Орудие монтировалось на цапфах в башне и было полностью уравновешено. Сама башня с орудием Д-5Т также являлась уравновешенной: её центр масс располагался на геометрической оси вращения. Пушка Д-5Т имела вертикальные углы наводки от −5 до +25°, при фиксированном положении башни она могла наводиться в небольшом секторе горизонтальной наводки (т. н. «ювелирная» наводка). Выстрел производился посредством электрического или ручного механического спуска.
Боекомплект орудия составлял 70 выстрелов унитарного заряжания. Выстрелы укладывались в башне и вдоль обоих бортов боевого отделения. По сравнению с широким ассортиментом боеприпасов 85-мм зенитного орудия 52-К — родоначальника пушки Д-5Т, боекомплект КВ-85 был существенно менее разнообразен. В его состав входили:
- бронебойный унитарный выстрел массой 16 кг с тупоголовым бронебойно-трассирующим снарядом с баллистическим наконечником БР-365 массой 9,2 кг (масса взрывчатого вещества — тротил или А-IX-2 — 164 г) и зарядом Г-365 массой 2,48—2,6 кг, начальная скорость 792 м/с;
- бронебойный унитарный выстрел массой 16 кг с остроголовым бронебойно-трассирующим снарядом БР-365К массой 9,2 кг (масса взрывчатого вещества — тротил или А-IX-2 — 48 г) и зарядом Г-365 массой 2,48—2,6 кг, начальная скорость 792 м/с;
- бронебойный унитарный выстрел массой 11,42 кг с подкалиберным снарядом катушечного типа БР-365П массой 5,0 кг и зарядом Г-365 массой 2,5—2,85 кг, начальная скорость 1050 м/с;
- осколочный унитарный выстрел массой 14,95 кг с осколочной стальной гранатой О-365 общей массой 9,54 кг (масса взрывчатого вещества — тротил или аммотол — 741 г) и зарядом Г-365 массой 2,6 кг, начальная скорость 785 м/с.

Осколочные снаряды О-365 имели большое число вариантов и при оснащении некоторыми типами взрывателей могли с успехом использоваться в качестве фугасных.
По советским данным, бронебойный снаряд БР-365 по нормали пробивал на расстоянии 500 м бронеплиту толщиной 111 мм, на вдвое большей дистанции при тех же условиях — 102 мм. Подкалиберный снаряд БР-365П на расстоянии 500 м по нормали пробивал бронеплиту толщиной 140 мм. При угле встречи относительно нормали 30° при стрельбе в упор снаряд БР-365 пробивал 98 мм, а на 600—1000 м — 88—83 мм брони.
На танке КВ-85 устанавливались три 7,62-мм пулемёта ДТ: неподвижный курсовой, спаренный с орудием и кормовой в шаровой установке в приливе на задней части башни. Боекомплект ко всем ДТ составлял 3276 патронов. Эти пулемёты монтировались таким образом, что при необходимости их можно было снять с монтировок и использовать вне танка. Также для самообороны экипаж имел несколько ручных гранат Ф-1 и иногда снабжался пистолетом для стрельбы сигнальными ракетами.

### Двигатель
КВ-85 оснащался четырёхтактным V-образным 12-цилиндровым дизельным двигателем В-2К мощностью 600 л. с. (441 кВт). Пуск двигателя обеспечивался стартером СТ-700 мощностью 11 кВт (15 л. с.) или сжатым воздухом из двух резервуаров ёмкостью 5 л в боевом отделении машины. КВ-85 имел плотную компоновку, при которой основные топливные баки объёмом 600—615 л располагались и в боевом, и в моторно-трансмиссионном отделении. Танк также оснащался четырьмя наружными дополнительными топливными баками общей ёмкостью 360 л, не связанными с топливной системой двигателя.

### Трансмиссия
Танк КВ-85 оснащался механической трансмиссией, в состав которой входили:
- многодисковый главный фрикцион сухого трения «стали по феродо»;
- четырёхступенчатая коробка передач с демультипликатором (8 передач вперёд и 2 назад);
- два многодисковых бортовых фрикциона с трением «сталь по стали»;
- два бортовых планетарных редуктора.

Все приводы управления трансмиссией — механические.

### Ходовая часть

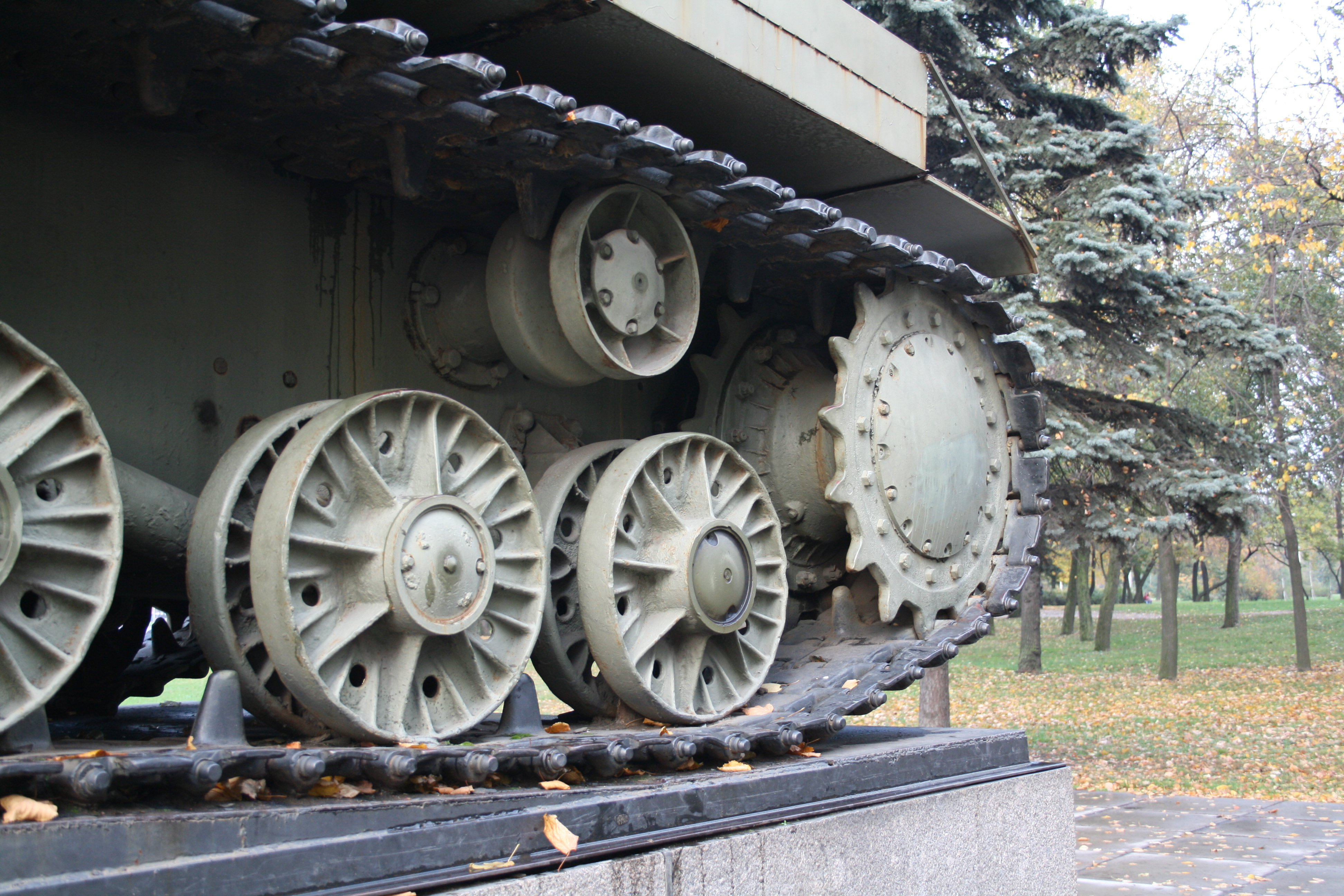
Ходовая часть танка КВ-85, опорные катки, поддерживающий каток и ведущее колесо

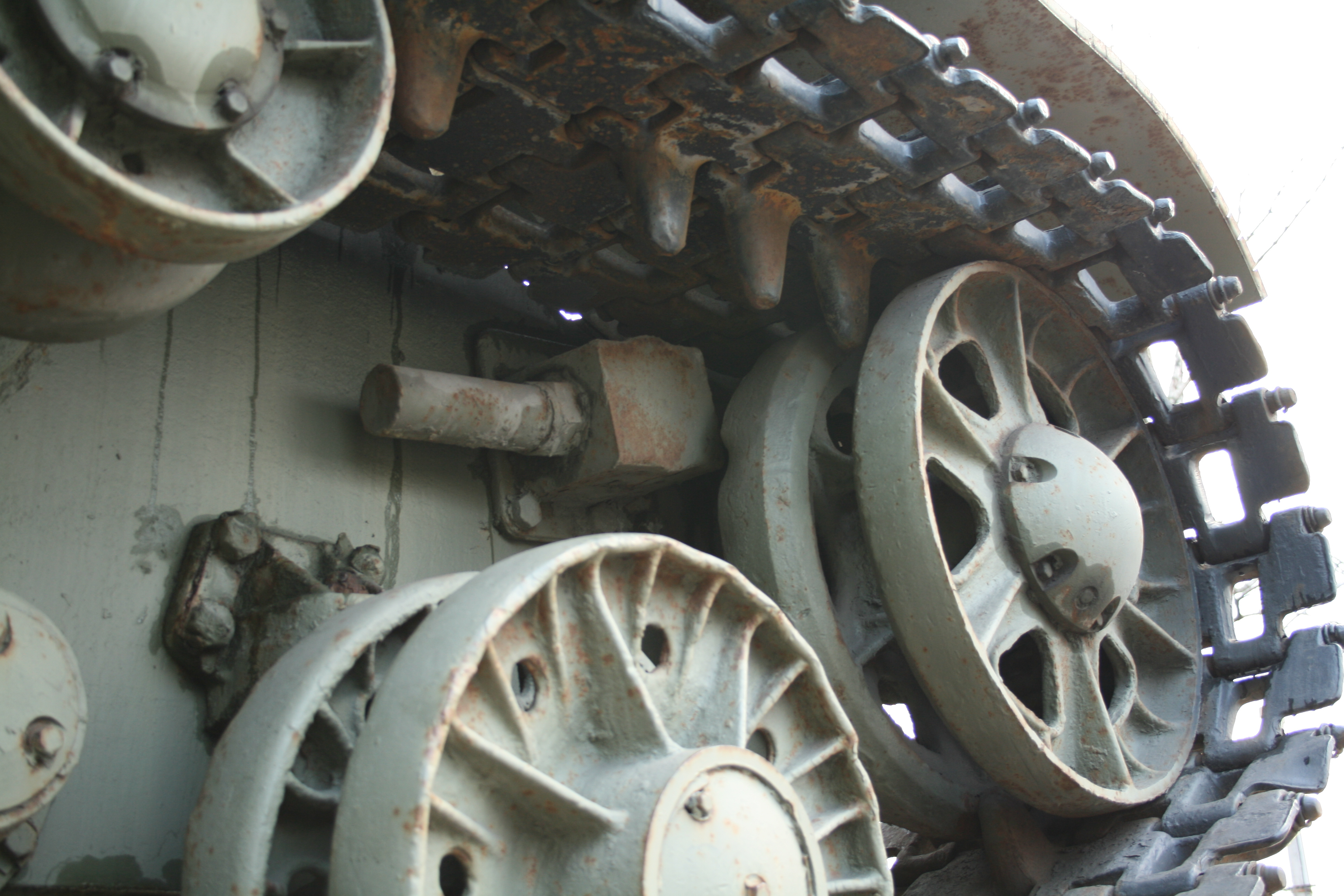
Ходовая часть танка КВ-85, ленивец и часть механизма натяжения гусеницы

Ходовая часть танка КВ-85 полностью идентична аналогичному узлу танка КВ-1с. Подвеска машины — индивидуальная торсионная для каждого из 6 цельнолитых двускатных опорных катков малого диаметра (600 мм) по каждому борту. Напротив каждого опорного катка к бронекорпусу приваривались ограничители хода балансиров подвески. Ведущие колёса со съёмными зубчатыми венцами цевочного зацепления располагались сзади, а ленивцы — спереди. Верхняя ветвь гусеницы поддерживалась тремя малыми цельнолитыми поддерживающими катками по каждому борту. Механизм натяжения гусеницы — винтовой, каждая гусеница состояла из 86—90 одногребневых траков шириной 608 мм.

### Электрооборудование
Электропроводка в танке КВ-85 была однопроводной, вторым проводом служил бронекорпус машины. Исключение составляла цепь аварийного освещения, которая была двухпроводной. Источниками электроэнергии (рабочее напряжение 24 В) были генератор ГТ-4563А с реле-регулятором РРА-24 мощностью 1 кВт и четыре последовательно соединённые аккумуляторные батареи марки 6-СТЭ-128 общей ёмкостью 256 А·ч. Потребители электроэнергии включали в себя:
- электромотор поворота башни;
- наружное и внутреннее освещение машины, приборы подсветки прицелов и шкал измерительных приборов;
- наружный звуковой сигнал и цепь сигнализации от десанта к экипажу машины;
- контрольно-измерительные приборы (амперметр и вольтметр);
- электроспуск пушки;
- средства связи — радиостанция и танковое переговорное устройство;
- электрика моторной группы — стартер СТ-700, пусковое реле РС-371 или РС-400 и т. д.

### Средства наблюдения и прицелы
Для стрельбы из танковой пушки и спаренного с ней 7,62 мм пулемета наводчик-оператор КВ-85 располагал двумя прицелами. Телескопический прицел 10Т-15 имел увеличение ×2,5 и поле зрения 16°. Перископический прицел ПТ4-15 также обладал увеличением ×2,5. Телескопический прицел 10Т-15 мог быть заменен на шарнирный телескопический прицел ТШ-16 с увеличением ×4. Для стрельбы с закрытых позиций в танке имелся боковой уровень. Для прицеливания наводчик использовал электропривод поворота башни и ручной механизм вертикального наведения. Для производства выстрела пушка имела электроспуск. Дальность эффективного огня по целям типа «танк» — 1—1,5 км. Дальность прицельной стрельбы по характеристикам прицелов — 5 км. Командир для поиска цели и наблюдения за местностью использовал поворотный перископический наблюдательный прибор МК-4, дающий сектор обзора 360°. Дальность распознавания цели типа «танк» — 1—1,5 км. В качестве резервного средства командир имел 6 визирных щелей по периметру командирской башенки. Кормовой пулемёт ДТ из которого вел огонь командир мог комплектоваться прицелом ПУ от снайперской винтовки с увеличением ×4. Заряжающий танка КВ-85 имел в своем распоряжении поворотный перископический наблюдательный прибор МК-4, который давал почти круговой обзор. Из-за низкого его расположения сектор его обзора закрывала командирская башенка и головка прицела ПТ4-15. Кроме того, в правом и левом бортах башни имелись визирные щели — по одной на борт. Механик-водитель вёл наблюдение через один (на некоторых танках два) перископический наблюдательный прибор МК-4 и визирную щель в люк-пробке расположенной в центре верхней лобовой плиты корпуса. При вождении танка в походных условиях люк-пробка выдвигался наружу, и механик вёл наблюдение непосредственно через проём люка. Для освещения местности в тёмное время суток рядом с люк-пробкой справа установлена фара.

### Средства связи
Средства связи включали в себя радиостанцию 9Р (или 10Р, 10РК-26) и переговорное устройство ТПУ-4-Бис на 4 абонента.
Радиостанции 10Р или 10РК представляли собой комплект из передатчика, приёмника и умформеров (одноякорных мотор-генераторов) для их питания, подсоединяемых к бортовой электросети напряжением 24 В.
10Р представляла собой симплексную ламповую коротковолновую радиостанцию, работающую в диапазоне частот от 3,75 до 6 МГц (соответственно длины волн от 80 до 50 м). На стоянке дальность связи в телефонном (голосовом) режиме достигала 20—25 км, в движении она несколько уменьшалась. Бо́льшую дальность связи можно было получить в телеграфном режиме, когда информация передавалась телеграфным ключом азбукой Морзе или иной дискретной системой кодирования. Стабилизация частоты осуществлялась съёмным кварцевым резонатором, плавная подстройка частоты отсутствовала. 10Р позволяла вести связь на двух фиксированных частотах, для их смены использовался другой кварцевый резонатор из 15 пар в комплекте радиостанции.
Радиостанция 10РК являлась технологическим улучшением предыдущей модели 10Р, она стала проще и дешевле в производстве. У этой модели появилась возможность плавного выбора рабочей частоты, число кварцевых резонаторов было уменьшено до 16. Характеристики по дальности связи значительных изменений не претерпели.
Танковое переговорное устройство ТПУ-4-Бис позволяло вести переговоры между членами экипажа танка даже в сильно зашумленной обстановке и подключать шлемофонную гарнитуру (головные телефоны и ларингофоны) к радиостанции для внешней связи.

## Модификации

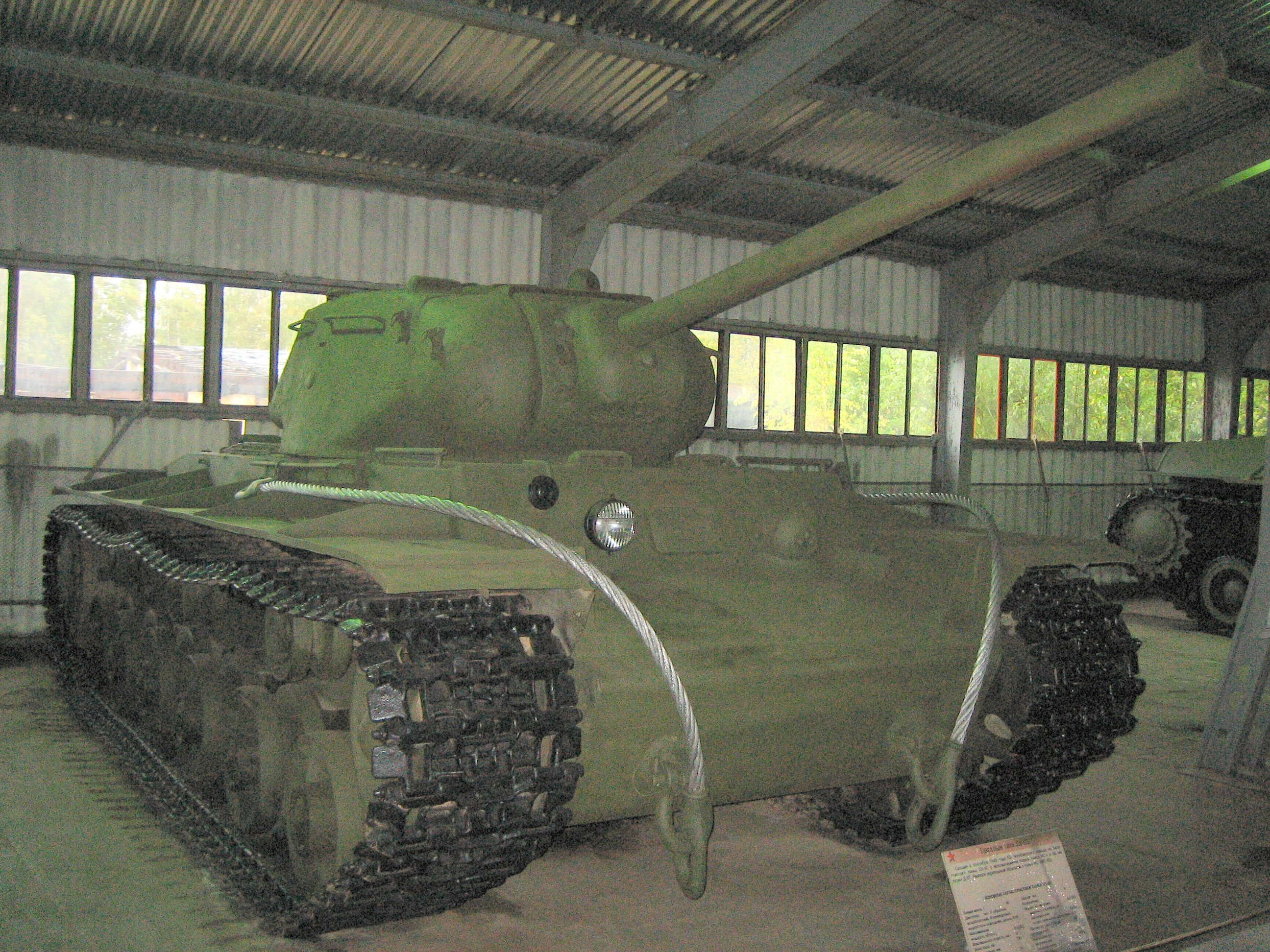
Опытный танк КВ-85Г «Объект 238» в Бронетанковом музее в Кубинке

Серийные КВ-85 не имели модификаций, но в литературе довольно часто упоминается танк КВ-85Г. Это обозначение соответствует единственной опытной машине «Объект 238», ныне хранящейся в Бронетанковом музее в Кубинке. Индекс Г означает «пушка Грабина», который настоял на изготовлении опытного образца с 85-мм пушкой С-31 своей конструкции. Поскольку орудие разместили в штатной башне КВ-1с, которая для него была очень тесной, то КВ-85Г был отвергнут компетентной комиссией на совместных испытаниях с прототипом КВ-85 «Объект 239».

### Машины на базе КВ-85
Установка башни от танка ИС на шасси КВ открывала возможности по установке на последний более мощных артсистем. Так, в конце 1943 года были последовательно построены опытные танки КВ-100 и КВ-122. Первый вооружался 100-мм пушкой С-34, а второй — 122-мм пушкой Д-25Т. Ввиду запуска в серийное производство нового тяжёлого танка ИС-2 с гораздо более совершенной бронезащитой вопроса о принятии на вооружение РККА этих машин даже и не возникло.

## Организация
КВ-85, как и КВ-1с, поступали на вооружение отдельных гвардейских тяжёлых танковых полков прорыва (ОГвТТП). Каждый ОГвТТП имел 21 танк в составе 4 рот по 5 машин плюс танк командира полка. Командир полка обычно имел звание полковника или подполковника, командиры рот — звание капитана или старшего лейтенанта. Командиры танков, как правило, были лейтенантами, а механики-водители — сержантами. Остальные члены экипажа по штатному расписанию были рядовыми. ОГвТТП обычно имел в своём составе несколько небронированных машин обеспечения и поддержки — грузовиков, джипов или мотоциклов, численность личного состава полка по штату составляла 214 человек.
Нехватка тяжёлых САУ СУ-152 приводила к тому, что КВ-85 иногда штатно вводились в состав отдельных тяжёлых самоходно-артиллерийских полков (ОТСАП) в качестве замены отсутствующих СУ-152. Отдельные уцелевшие танки из практически полностью потерявших в боях свою материальную часть полков и дивизий использовались ОГвТТП и ОТСАП до конца в самых разнообразных частях и подразделениях до своего уничтожения или списания.

## Боевое применение
Танки КВ-85 поступали на вооружение ОГвТТП, начиная с сентября 1943 года. Приблизительно тогда же (с некоторой задержкой, необходимой для формирования новых частей и отправкой их на фронт) они вступали в бой, преимущественно на южных направлениях. Поскольку КВ-85 по своим характеристикам несколько уступали немецким тяжёлым танкам, и их бронезащита уже не была достаточной, то бои с участием КВ-85 шли с переменным успехом, а результат в известной степени определялся выучкой экипажей.
Основным назначением КВ-85 был прорыв заранее укреплённых оборонительных полос врага, где основной опасностью были не столько танки противника, сколько его противотанковые буксируемые и самоходные пушки, минно-взрывные и инженерные заграждения. Несмотря на недостаточное бронирование, свою задачу КВ-85 в основном выполнили, но ценой значительных потерь. Небольшой объём выпуска и интенсивное использование КВ-85 привели к тому, что к осени 1944 года из-за безвозвратных боевых потерь и списаний в строевых частях танков этого типа уже не осталось, позже этого периода какие-либо упоминания об их боевом использовании в литературе отсутствуют.
Несколько подбитых танков КВ-85 были оставлены на территории противника и были захвачены немцами. Достоверно известно, что одна из захваченных машин проходила испытания на Куммерсдорфском полигоне.
Сохранилось несколько упоминаний о столкновениях КВ-85 с танками противника. Например, 20—23 ноября 34-й ОГвТТП 28-й армии 4-го Украинского фронта в составе 20 КВ-85 при поддержке 40-го ОТСАП (9 СУ-152) атаковал немецкие позиции у посёлка Екатериновка. 34-й ОГвТТП потерял в ходе этих боёв 8 КВ-85 (характер потерь неизвестен), уничтожив 5 PzKpfw IV, не считая буксируемых орудий и пехоты противника.
Однако в руках опытных и тактически грамотных танкистов КВ-85 был грозным оружием, способным более чем успешно противостоять новой немецкой бронетехнике. Выдержка из «Отчёта о боевых действиях бронетанковых и механизированных войск 38-й армии с 24 по 31 января 1944 года» по 7-му Отдельному гвардейскому тяжёлому танковому полку (7-й ОГТТП) свидетельствует:

Согласно боевому распоряжению штаба 17-го корпуса, оставшиеся 5 танков и самоходных артиллерийских установок (3 танка КВ-85 и 2 СУ-122) к 7:00 28.01.44 г. заняли круговую оборону в совхозе им. Тельмана в готовности к отражению атак танков противника в направлении Росоше, совхоза «Коммунар», совхоза «Большевик». Около танков заняли оборону 50 пехотинцев и 2 противотанковых орудия. У противника было отмечено скопление танков южнее Росоше. В 11:30 противник, силою до 15 танков Т-6 и 13 средних и малых в направлении Росоше и пехотой с юга, предпринял атаку на совхоз им. Тельмана.
Занимая выгодные позиции, из-за укрытий строений и стогов, подпустив танки противника на расстояние прямого выстрела, наши танки и САУ открыли огонь и расстроили боевые порядки противника, подбив при этом 6 танков (из них 3 «Тигра») и уничтожив до взвода пехоты. Для ликвидации прорвавшейся немецкой пехоты из состава советской группировки был выделен КВ-85 ст. лейтенанта Кулешова, который огнём и гусеницами выполнил свою задачу. К 13 часам того же дня немецкие войска, не решаясь атаковать советский полк в лоб, обошли совхоз им. Тельмана и завершили окружение советской группировки.
Бой наших танков в окружении против превосходящих сил противника характеризуется чрезвычайным умением и героизмом наших танкистов. Танковая группа (3 КВ-85 и 2 СУ-122) под командованием командира роты гвардии ст. лейтенанта Подуста, обороняя совхоз имени Тельмана, одновременно не давала немецким войскам перебрасывать войска в другие районы боёв. Танки часто меняли огневые позиции и вели прицельный огонь по немецким танкам, а СУ-122, выходя на открытые позиции, расстреливали пехоту, посаженную на транспортёры и двигавшуюся по дороге на Ильинцы, чем преграждали свободу манёвра немецким танкам и пехоте, а, главное, способствовали выходу из окружения частей 17-го стрелкового корпуса. До 19:30 танки продолжали вести бой в окружении, хотя пехоты в совхозе уже не было. Манёвр и интенсивный огонь, а также использование укрытий для ведения огня позволило почти не понести никаких потерь (кроме 2 раненых), нанеся противнику ощутимый урон в живой силе и технике. За 28.01.44 г. подбито и уничтожено танков «Тигр» — 5 штук, Т-4 — 5 шт., Т-3 — 2 шт., бронетранспортёров — 7 шт., противотанковых орудий — 6 шт., пулемётных точек — 4, повозок с лошадьми — 28, пехоты — до 3 взводов.
В 20:00 танковая группа предприняла прорыв из окружения и к 22:00 после огневого боя вышла в расположение советских войск, потеряв 1 СУ-122 (сгорела).

9 мая 1944 года 1452-й отдельный тяжёлый самоходный артиллерийский полк ворвался в Севастополь, имея из оставшейся материальной части 1 КВ-85 и 1 СУ-152.
5 КВ-85, по польским данным, в 1945 году были переданы Народной армии Польши, которая использовала их в первые послевоенные годы в качестве учебных.

## Оценка проекта

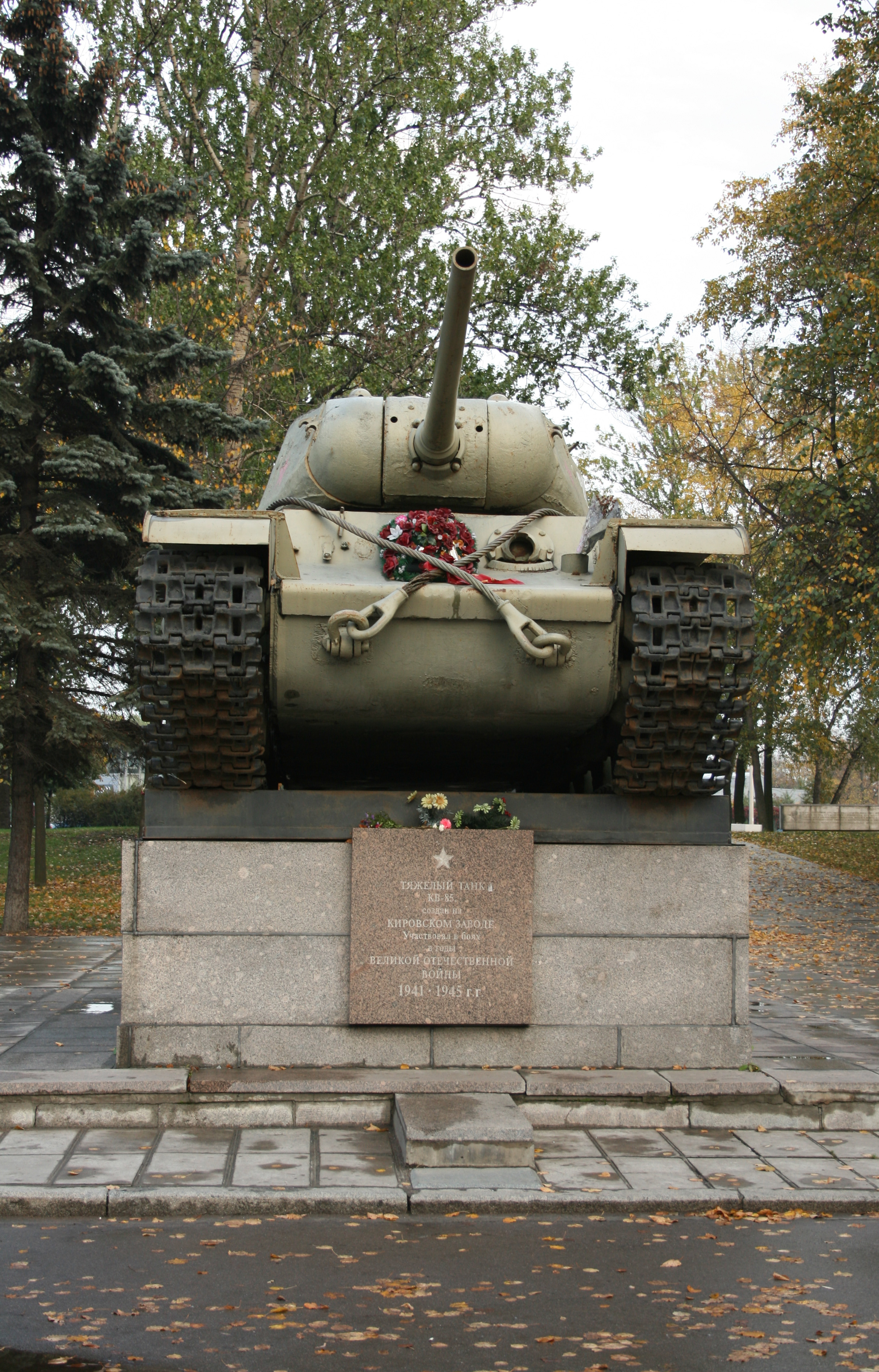
Танк-памятник КВ-85 на проспекте Стачек, вид спереди

Будучи переходной машиной, КВ-85 сочетал в себе как достоинства башни и вооружения ИС-1, так и недостатки ходовой части КВ-1с. От последнего КВ-85 унаследовал недостаточное для конца 1943 года бронирование корпуса, которое обеспечивало защиту только от огня немецких пушек калибром менее 75 мм. Наиболее распространённая на тот период немецкая противотанковая пушка Pak 40 была вполне достаточным средством борьбы с танками семейства КВ, хотя на некоторых дистанциях и курсовых углах бронирование корпуса КВ-85 могло успешно противостоять её снарядам. Любое немецкое 88-мм орудие и 75-мм длинноствольная пушка танка «Пантера» легко пробивали броню корпуса КВ-85 с любой дистанции в любой точке. Заимствованная у ИС-1 башня по сравнению со штатной у КВ-1с обеспечивала более надёжную защиту и повысила удобство работы экипажа. Однако главным достоинством КВ-85 по сравнению с любым другим серийным советским танком того времени была 85-мм пушка Д-5 (до запуска в серию ИС-1 в ноябре 1943 года). Проверенная на самоходно-артиллерийских установках СУ-85, пушка Д-5 была действенным средством борьбы с новыми немецкими тяжёлыми танками на дистанциях до 1 км. Для сравнения, 76-мм пушка ЗИС-5 на КВ-1с была практически бесполезной против лобовой брони «Тигра» и с трудом пробивала борт на дистанциях ближе 300 м. Увеличение калибра до 85 мм также сказалось благоприятным образом на мощности осколочно-фугасного снаряда, что было весьма важно для тяжёлого танка прорыва, которым являлся КВ-85. С другой стороны, практика показала необходимость дальнейшего усиления огневой мощи в этом плане — 85-мм снаряд во многих случаях был недостаточен для борьбы против ДОТов и мощных ДЗОТов.
Таким образом, КВ-85 стал первым советским танком, способным бороться с тяжёлой немецкой бронетехникой на дистанциях до 1000 м. Это было по достоинству оценено как танкистами, так и советским руководством. Дульная энергия орудия Д-5Т в 300 т·м превосходила аналогичный показатель пушки «Пантеры» KwK 42 (205 т·м) и не сильно уступала пушке «Тигра» KwK 36 (368 т·м). Однако качество изготовления советских бронебойных снарядов было ниже, чем у немецких, поэтому Д-5Т уступала в бронепробиваемости обоим вышеупомянутым немецким орудиям. Вывод командования от применения Д-5Т был смешанным: признавалась эффективность пушки Д-5Т, но одновременно отмечалась её недостаточность для вооружения тяжёлого танка, который должен был иметь превосходство в вооружении над аналогичными по классу машинами врага. Как результат, последовало решение о вооружении 85-мм пушкой средних танков Т-34, а применительно к тяжёлым танкам начать работы по установке на них более мощных 100-мм и 122-мм артсистем.
Хотя корпус КВ-85 вполне позволял установку более мощных артсистем, его модернизационный потенциал был уже полностью исчерпан (это было ясно конструкторам ЧКЗ и завода № 100 ещё применительно к КВ-1с). Особенно это обстоятельство касалось усиления бронирования и совершенствования моторно-трансмиссионной группы, поэтому в свете скорого запуска в серию новых танков ИС с самого начала КВ-85 рассматривался как временное решение. Хотя процесс выпуска КВ-1с (и как следствие КВ-85) был уже неплохо отлажен, фронту настоятельно требовались более мощно бронированные и вооружённые тяжёлые танки, чем КВ-85.
Зарубежными аналогами КВ-85 по массогабаритной категории и назначению были немецкие танки PzKpfw V «Пантера» и PzKpfw VI Ausf. H «Тигр», в 1945 году к ним прибавился американский танк M26 «Першинг». По своему боевому потенциалу КВ-85 находился на уровне немецких машин, занимая нишу между «Тигром-I» и «Пантерой», уступая при этом М26 «Першингу». У КВ-85 были следующие преимущества: более простая и технологичная (хотя существенно уступавшая в этом плане танкам ИС) конструкция относительно немецких машин, КВ-85 обладал оптимальной формой корпуса и башни, более сильным бортовым бронированием и более высокой мощностью огня по не бронированным целям, чем «Пантера», благодаря мощному дизельному двигателю имея при этом более высокую скорость и в целом намного лучшую подвижность чем «Тигр». Так же важным достоинством КВ-85 перед немецкими машинами была командная управляемость, достигаемая за счет удобной и надежной радиостанции, работавшей напрямую с командиром, который мог получать самую полную информацию о боевой обстановке непосредственно от абонента. Все немецкие машины до конца войны имели в своем экипаже радиста-стрелка, через которого передавалась информация от абонента к командиру и обратно, в результате чего был риск подачи искаженной информации или несвоевременное её предоставление. Два прицела у наводчика КВ-85 (но худшего качества) против одного у немецких машин, а также наличие поворотного широкоугольного прибора наблюдения (против только визирных щелей или фиксированных перископов по периметру командирской башенки у немецких машин) так же было явным достоинством КВ-85 в области поиска и обнаружения целей с последующим прицеливанием по ним.
Как временное решение возникших в 1943 году перед советскими танкостроителями и военными проблем с недостаточным бронированием и вооружением тяжёлых танков, КВ-85 в целом можно признать очень удачной конструкцией в качестве переходной модели к более мощным тяжёлым танкам семейства ИС. Достигнуть своего совершенства облик КВ-85 мог в виде основного-боевого танка КВ-100 (один опытный образец которого был создан и испытан) со 100 мм пушкой С-34, мощным 600-сильным двигателем и спрямленной верхней лобовой деталью, который в отличие от тяжелых ИСов сочетал бы в себе как огневую мощь, так и высокую скорость вкупе с вполне приличной броневой защитой. Несмотря на то, что создатели КВ боролись за свой танк, идея создания такой машины в 44-м году оказалась никому не интересна и первым отечественным танком, сочетающим в себе подвижность среднего танка с огневой мощью и броневой защитой тяжелого танка стал отечественный Т-54.

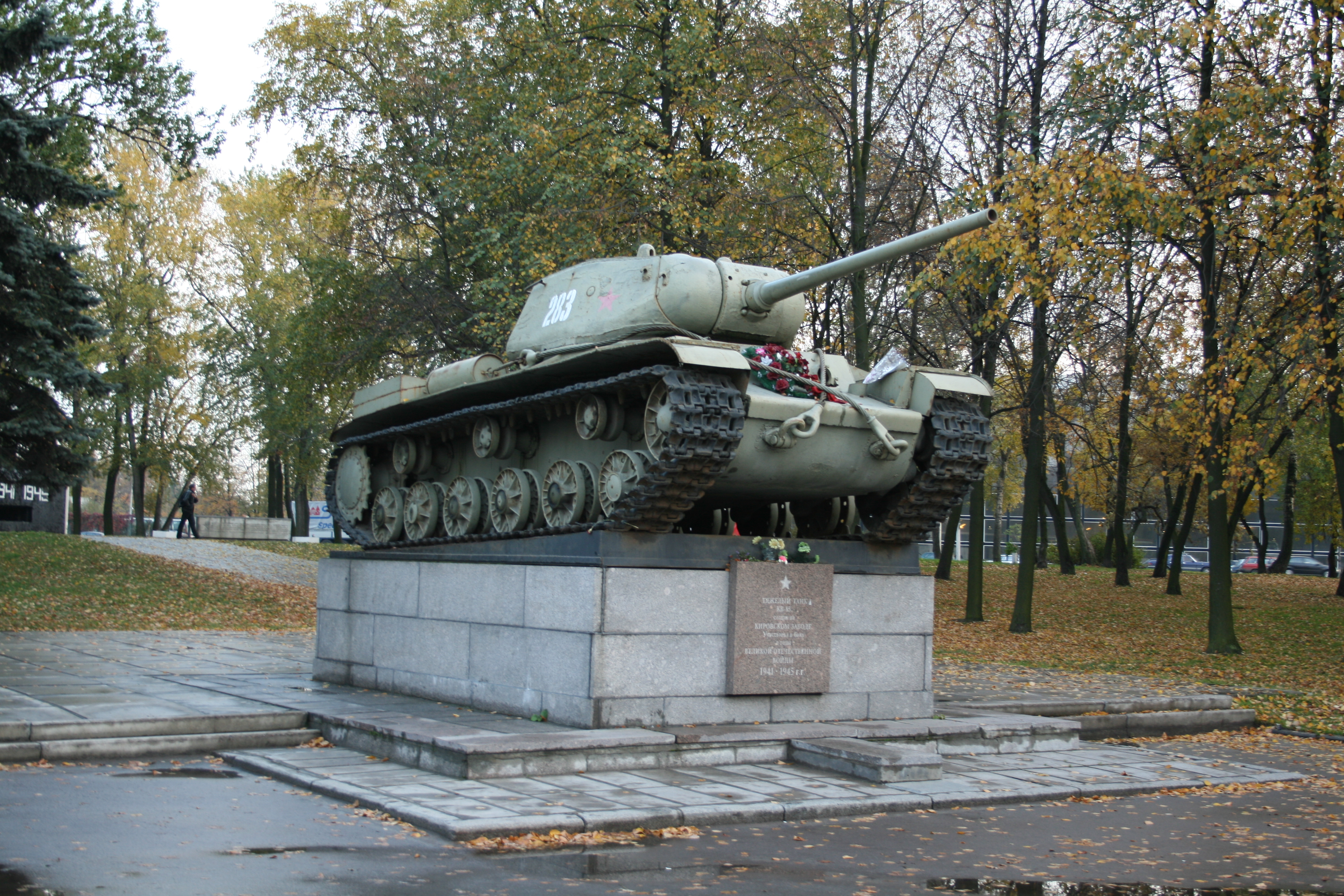
КВ-85 на проспекте Стачек

## Сохранившиеся экземпляры
Первый выпущенный экземпляр КВ-85 после войны установили на пьедестале как памятник на проспекте Стачек, Санкт-Петербург. Ещё один опытный танк КВ-1с, перевооружённый 85-мм опытным орудием С-31 (КВ-85Г), экспонируется в Бронетанковом музее в Кубинке.

## КВ-85 в массовой культуре

### Стендовый моделизм
Масштабные копии КВ-85 выпускаются рядом фирм-производителей модельной продукции. Однако во многих регионах России практически единственными доступными вариантами является только пластмассовые сборные модели-копии КВ-85 фирм «Eastern Express». В 2012 году хорошую, хотя и не совсем точную модель танка стала производить китайская фирма «Trumpeter». Переходный характер прототипа также позволяет построить его масштабную модель, используя детали от более распространённых наборов КВ-1с и ИС-2 различных производителей. В 2014 году фирма Bronco также выпустила модель КВ-85 в масштабе 1:35.
Чертежи для самостоятельной постройки модели неоднократно публиковались в журналах «Моделист-конструктор», «М-Хобби» и др.
В Советском Союзе модель КВ-85 в масштабе 1:30 выпускалась заводом «Огонёк».

### Компьютерные игры
КВ-85 фигурирует в достаточно большом количестве компьютерных игр, в основном относящихся к жанрам стратегии реального времени и пошаговой стратегии:
- «Блицкриг»;
- ММО «War Thunder» , расположен в советской ветке танков на третьем ранге
- «Sudden Strike» и «Sudden Strike: The Last Stand»;
- «В тылу врага» и «В тылу врага 2» («Faces of War»);
- «Close Combat 3: The Russian Front» и его ремейк «Close Combat: Cross of Iron»;
- «Panzer General»;
- ММО «World of Tanks».

Отражение тактико-технических характеристик бронетехники и особенностей её применения в бою во многих компьютерных играх часто далеко от реальности.